# 洛喀基巧
洛喀基巧（藏語：ལྷོ་ཁ་སྤྱི་ཁྱབ་），一譯洛卡基巧，或意譯山南总管，簡稱洛基（藏語：ལྷོ་སྤྱི་），是甘丹頗章政府於1909年設立的一個基巧（地级行政區）。位於今西藏自治区中部偏南。
基巧辖乃东宗、桑日宗、温宗、沃卡宗、隆子宗、拉加里宗、错那宗、多宗、僧格宗、琼结宗、札囊宗、桑耶宗、贡嘎宗、加查宗、朗宗等宗和哲古谿、达马谿、拉康谿、札期谿、堆谿、拉绥谿、古如朗木杰谿等谿。其基巧辦事處位於乃東宗，在今乃東縣澤當鎮境內。
1954年朗宗、加查二宗和拉绥、古如朗木杰二谿划归塔工总管；设雅堆、浪卡子、泽当、白地四宗和觉拉、嘉玉、颇章、岭谿、杰得秀、门达旺、夏洛、夏江八谿。1955年撤销，辖区划归山南、江孜二办事处。 